# Tretja razvojna os
Tretja razvojna os je bodoča sekundarna prometna povezava v Sloveniji, ki bo potekala od severne meje z Avstrijo do jugovzhodne meje s Hrvaško. Obsega južni krak (tudi Tretja razvojna os jug) ter severni krak (tudi Tretja razvojna os sever). Hitra cesta na severnem kraku bo segala od avtocestnega priključka Šentrupert do priključka Slovenj Gradec; hitra cesta na južnem kraku pa od avtocestnega izvoza Novo mesto do priključka Maline. Hitri cesti bosta povezali severno in jugovzhodno Slovenijo z avtocestnim križem, hkrati pa bo v obeh regijah izboljšala tako prometno pretočnost kakor varnost.
Naložba v tretjo razvojno os je definirana v Resoluciji o nacionalnem razvoju prometa v Republiki Sloveniji do leta 2030, hkrati pa je tudi del Odloka o strategiji prostorskega razvoja Slovenije. Južni krak je tudi del Operativnega programa za izvajanje Evropske kohezijske politike v obdobju 2014 - 2020.

## Severni krak tretje razvojne osi
Severni krak je razdeljen na dva odseka. Planiranje obeh odsekov pokrivata Uredba o državnem prostorskem načrtu za državno cesto od priključka Velenje jug do priključka Slovenj Gradec jug (sprejeta 2013) ter Uredba o državnem prostorskem načrtu za državno cesto od priključka Šentrupert na avtocesti A1 Šentilj–Koper do priključka Velenje jug (sprejeta 2017).
Severna trasa je razdeljena na dva odseka, prvi v skupni dolžini 14 km sega od avtocestnega priključka Šentrupert do priključka Velenje jug, drugi pa v skupni dolžini 17,5 km sega od priključka Velenje jug do priključka Slovenj Gradec jug. Na trasi južnega kraka bo v dolžini 1,5 km speljana štiripasovna cesta, njen širina znaša 21 metrov. Na cesto se bo navezovalo še 3,4 km priključkov, od tega 8 izven nivojskih. Na trasi bo stalo 6 predorov, od tega 1 enocevni. Trasa bo speljana skozi 3 galerije, čez 26 viaduktov in 8 mostov. Ob cesti bosta stala tudi počivališče Podgora in avtocestna baza.

## Južni krak tretje razvojne osi
Južni krak sega od avtocestne naveze pri Novem mestu do Črnomlja in Metlike. Planiranje obeh odsekov pokrivata Uredba o državnem prostorskem načrtu za državno cesto od avtoceste A2 Ljubljana–Obrežje pri Novem mestu do priključka Maline (sprejeta 2012) ter Uredba o državnem prostorskem načrtu za državno cesto od priključka Maline do mednarodnega mejnega prehoda Metlika in priključka Črnomelj jug (sprejeta 2017).
Prvi odsek
Prvi odsek sega od avtocestnega priključka Novo mesto do (bodočega) priključka Maline. Izgradnja prvega odseka je razdeljena na 4 etape.
- 1. in 2. etapa: izgradnja priključka hitre ceste na avtocesto pri Novem mestu do priključka Osredek v skupni dolžini 5,05 km.
- 2. in 3. etapa: izgradnja od priključka Osredek (vključno s predorom pod Gorjanci) do priključka Malina v skupni dolžini 12,8 km.

Južna trasa je razdeljena na dva odseka, prvi v skupni dolžini 5,05 km sega od avtocestnega priključka Novo mesto do priključka Osredek, drugi pa v skupni dolžini 12,4 km sega od priključka Osredek do priključka Maline. Na trasi južnega kraka bo v dolžini 17,9 km speljana štiripasovna cesta, njen širina znaša 21 metrov. Na cesto se bo navezovalo še 3,1 km priključkov, od tega 7 izven nivojskih. Na trasi bodo 3 mostovi in 4 viadukti ter 1 predor (Gorjanci, dolžina 2341 m). Ob cesti bo stalo tudi počivališče Težka Voda.
Drugi odsek
Drugi odsek se deli na tri pododseke. Pododsek A bo v dolžini 12,4 km segal od priključka Maline do priključka Metlika sever, pododsek B v dolžini 2,5 km od priključka Metlika sever do MMP Metlika ter pododsek C v dolžini 20 km od razcepa Gradnik do priključka Črnomelj jug. Skupna dolžina hitre ceste (brez razcepa Gradnik) tako znaša 26,7 km, na katero se bo navezovalo 5 priključkov. Cesta bo potekala čez 11 mostov in 1 viadukt. Ob trasi bodo stala tudi 3 počivališča (Poštni hrib, Brstovec in Krevljica).